# تجمع غرب أفريقيا للطاقة
تجمع غرب أفريقيا للطاقة (West African Power Pool - WAPP) هو تعاون بين شركات الكهرباء الوطنية في غرب أفريقيا، برعاية المجموعة الاقتصادية لدول غرب أفريقيا (ECOWAS). يعمل أعضاء التجمع على إنشاء شبكة كهرباء موثوقة للمنطقة وسوق مشتركة للكهرباء. تأسس عام 2006. 

## موقع
منذ عام 2006، يقع المقر الرئيسي للتجمع بمنطقة السفارة في كوتونو، عاصمة جمهورية بنين.  الإحداثيات الجغرافية للمقر الرئيسي هي 6°21'43.0"N، 2°29'25.0"E (خط العرض: 6.361944؛ خط الطول: 2.490278).

## ملخص
الدول الأعضاء هي بنين، بوركينا فاسو، غانا، غينيا، غينيا بيساو، ساحل العاج، مالي، النيجر، نيجيريا، غامبيا، توغو، السنغال، وسيراليون. 
يدمج مشروع تجمع غرب أفريقيا للطاقة أنظمة الطاقة الوطنية في سوق كهرباء إقليمية موحدة، ويهدف إلى تعزيز تجارة الكهرباء بين الدول الأعضاء في المجموعة الاقتصادية لدول غرب أفريقيا (الإيكواس)، على أمل أن تضمن هذه الآلية، على المدى المتوسط والطويل، لمواطني الدول الأعضاء في المجموعة إمدادات كهرباء مستقرة وموثوقة وبأسعار معقولة. ويجري حاليًا تنفيذ عدد من مشاريع تجمع غرب أفريقيا للطاقة ذات الأولوية المحددة في الخطة الرئيسية، بما في ذلك محطة الطاقة الكهرومائية غوينا، ومشروع الربط الكهربائي CLSG، ومشروع الربط الكهربائي ريفييرا-بريستيا. وقد بدأت دراسات الجدوى لعدد من المشاريع الأخرى ذات الأولوية المحددة، وهي محطة الطاقة الكهرومائية فومي، ومحطة الطاقة الكهرومائية كاسا بي، ومحطة الطاقة الكهرومائية سوابيتي. يُملي برنامج الاستثمار الجاري الحالي لمشروع تجمع غرب أفريقيا للطاقة الخطة الرئيسية للمجموعة الاقتصادية لدول غرب أفريقيا للفترة 2019-2033 لتطوير البنية التحتية الإقليمية بهدف توليد ونقل الطاقة، والتي أُعدّت بدعم من الاتحاد الأوروبي، واعتمدتها هيئة رؤساء دول وحكومات المجموعة في ديسمبر 2018 بموجب القانون التكميلي A/SA.4/12/18. تتضمن الخطة الرئيسية خمسة وسبعين مشروعًا ذا أولوية، منها ثمانية وعشرون مشروعًا لخطوط النقل. حاليًا، هناك تسع دول (بنين، بوركينا فاسو، كوت ديفوار، غانا، مالي، النيجر، نيجيريا، السنغال، وتوغو) مترابطة، ويجري العمل على ربط باقي دول البر الرئيسي، وهي سيراليون، ليبيريا، غينيا، غينيا بيساو، وغامبيا، بحلول عام 2022.

## تاريخ
تم إنشاء تجمع غرب أفريقيا للطاقة في 5 ديسمبر 1999 خلال القمة الثانية والعشرين لهيئة رؤساء الدول والحكومات في المجموعة الاقتصادية لدول غرب أفريقيا. في 18 يناير 2006، اعتمدت القمة الـ29 لهيئة رؤساء دول وحكومات الإيكواس التي عقدت في نيامي بالنيجر، بنود الاتفاقية الخاصة بتنظيم ووظيفة شبكة رؤساء دول وحكومات غرب أفريقيا. منذ عام 2006، أصبح المقر الرئيسي لتجمع غرب أفريقيا للطاقة في كوتونو، بنين. 

## أعضاء
| دولة         | شركة توليد ونقل وتوزيع                             | إنتاج الكهرباء (مليون كيلوواط ساعة) |
| ------------ | -------------------------------------------------- | ----------------------------------- |
| بنين         | شركة بنين للطاقة الكهربائية وشركة الكهرباء في بنين | 124                                 |
| بوركينا فاسو | الشركة الوطنية للكهرباء في بوركينا فاسو            | 611.6                               |
| كوت ديفوار   | شركة إدارة التراث لقطاع الكهرباء (SOGEPE)          | 5,275                               |
| غامبيا       | الشركة الوطنية للمياه والكهرباء                    | 160                                 |
| غانا         | هيئة نهر فولتا وشركة الكهرباء في غانا              | 6,746                               |
| غينيا        | كهرباء غينيا                                       | 850                                 |
| غينيا بيساو  | الكهرباء والمياه في غينيا بيساو                    | 65                                  |
| ليبيريا      | شركة الكهرباء الليبيرية                            | 350                                 |
| مالي         | طاقة مالي                                          | 515                                 |
| النيجر       |                                                    |                                     |
| نيجيريا      | شركة باور القابضة النيجيرية                        | 3,900                               |
| السنغال      | شركة الكهرباء السنغالية                            | 1,880                               |
| سيراليون     | هيئة الطاقة الوطنية (سيراليون)                     | 80                                  |
| توغو         | شركة كهرباء توغو وشركة كهرباء بنين                 |                                     |

## روابط خارجية
- الموقع الرسمي لتجمع الطاقة في غرب أفريقيا